# Бергендаль, Анна
Анна Генриэтта Бергендаль (швед. Anna Henrietta Bergendahl; 11 декабря 1991, Стокгольм) — шведская певица, представительница Швеции на международном песенном конкурсе Евровидение-2010 в Осло.

## Биография

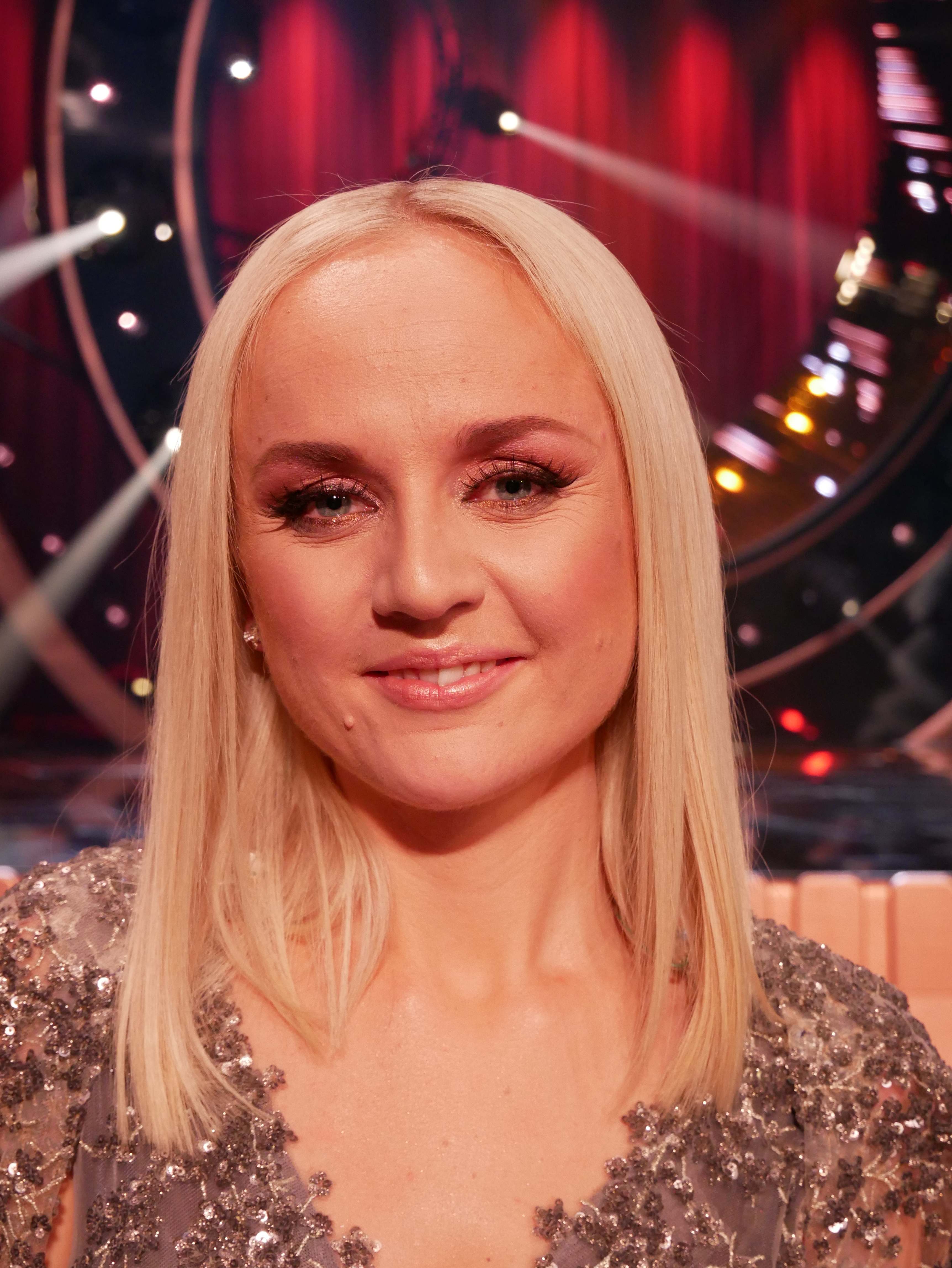

Анна Бергендаль родилась 11 декабря 1991 в Стокгольме (Швеция), выросла в Нючёпинге и Катринехольме.
Первое выступление Анны на публике с песней Селин Дион «My Heart Will Go On» состоялось в Йорке, когда ей было восемь лет.
В 2004 году Бергендаль принимала участие в шведской музыкальной программе «Super Troopers», в 2008 году — в шоу «Idol 2008», где заняла пятое место. В 2009 году Бергендаль заключила контракт с Lionheart Records.

### Евровидение
Анна Бергендаль принимала участие в Мелодифестивалене 2010 с песней «This Is My Life». Бергендаль победила в финале 13 марта с 214 баллами и получила право представлять Швецию на Евровидении в Осло. По результатам жеребьёвки она получила шестой номер выступления во втором полуфинале, но в финал не пробилась, заняв 11 место, и Швеция впервые лишилась участия в финале Евровидения.

### 2010—2019: после Евровидения
После Евровидения Анна отправилась в тур по городам Швеции в поддержку своего дебютного альбома Yours Sincerely. Она также приняла участие в шоу телеканала SVT— Allsång på Skansen.
В 2012 году вышел второй альбом певицы — Something to Believe In.

### 2019-по н.в.: Melodifestivalen
Многократно участвовала в Мелодифестивалене, чтобы вновь представить Швецию на Евровидении. Спустя 9 лет после провала в Осло, стала участницей Melodifestivalen-2019 с песней «Ashes to Ashes». Попав из полуфинала во Второй Шанс, а оттуда в финал, финишировала десятой. Через год вновь приняла участие в конкурсе с песней «Kingdom Come». Смогла пройти в финал напрямую и достигла третьего места, несмотря на то, что она считалась основным претендентом на победу. В 2022 году вновь участвовала в Melodifestivalen с песней «Higher Power». Вновь попав и выиграв Второй Шанс, смогла попасть в финал, однако там она получила последнее, 12 место.

## Дискография

### Альбомы
- Yours Sincerely[швед.] (2010)
- Something to Believe In[швед.] (2012)

### Синглы
Idol 2008
- 2008: «Release me»
- 2008: «Save up all your tears»
- 2008: «Bleeding love»
- 2008: «Over the rainbow»

Solo
- 2010: «This is my life»
- 2010: «The Army»
- 2012: «Live and Let Go»
- 2015: «For You»
- 2018: «Vice»
- 2018: «Broken Melody»
- 2018: «We Were Never Meant To Be Heroes»
- 2018: «Holding On»
- 2018: «Open Up Your Heart»
- 2018: «Raise The Vibe»
- 2018: «Just Another Christmas»
- 2019: «Ashes to Ashes»
- 2020: «Kingdom Come»
- 2020: «Thelma and Louise»
- 2022: «Higher Power»